# Szkoła Podchorążych „Legia Podchorążych”
„Legia Podchorążych” – szkoła kształcąca kandydatów na oficerów polskich formacji wojskowych w Rosji, utworzona 10 grudnia 1917 roku w Bobrujsku.
W armii Imperium Rosyjskiego, mimo wydzielenia polskich formacji wojskowych m.in. Legion Puławski nie było organizowane polskie szkolnictwo wojskowe. W czerwcu 1917 po zorganizowaniu przez polskich oficerów armii rosyjskiej Związku Wojskowych Polaków i powstaniu Naczpolu, Rząd Tymczasowy wydał zgodę na tworzenie Korpusów Polskich w Rosji. Naczpol utworzył trzy Korpusy: I Korpus Polski w Rosji w rejonie Bobrujska, II Korpus Polski w Rosji na Podolu i III Korpus Polski w Rosji na Wołyniu. 
W grudniu 1917 roku przy I Korpusie Polskim pod dowództwem gen. J. Dowbora-Muśnickiego powstała „Legia Podchorążych” na prawach samodzielnej jednostki wojskowej. Szkoła przyjmowała wszystkich podchorążych z polskimi korzeniami z rozwiązanych szkół junkierskich. Legia podchorążych szkoliła oficerów piechoty, kawalerii, artylerii i saperów. Liczyła 174 podchorążych. Komendantem Szkoły był pułkownik Andrzej Tupalski. Wśród instruktorów byli oficerowie francuscy. W 1918 kiedy wojska sowieckie dotarły w rejon Bobrujska Szkołę rozwiązano, a podchorążych wcielono do jednostek I Korpusu. 